# Sujeito Homem
Sujeito Homem é o primeiro álbum de estúdio lançado pelo rapper brasileiro Rappin' Hood. Foi gravado em 2001 e em parceria com a gravadora Trama. Contém 14 faixas, a maioria com participações especiais, descritas mais abaixo.

## Faixas
1. O Chamado (com Pregador Luo)
2. É Tudo No Meu Nome (Remix)
3. Gol (com Hébano, Johnnye MC, James Lino, Núbio)
4. Rap Du Bom
5. De Repente (com Caju e Castanha)
6. Vida Bandida (Culpa Da Situação) (com Péricles)
7. Tributo Às Mulheres Pretas (com  Johnnye MC, Lady Cris)
8. Raízes (Toaster Roots 2) (com Black Alien e Funk Buia)
9. Suburbano (Com Maria Fernanda Luiz)
10. Sou Negrão (Com Leci Brandão)
11. Vida de Negro (com Hébano, KL Jay, Xis)
12. Caso de Polícia (Tio Fresh)
13. A Bola do Mundo 2
14. Rap Du Bom (Remix)